# Gorno Kirkovo, Kărdjali
Gorno Kirkovo (în bulgară Горно Кирково) este un sat în comuna Kirkovo, regiunea Kărdjali,  Bulgaria. 

## Demografie
Componența etnică a satului Gorno Kirkovo
     Bulgari (93,28%)
     Nicio identificare (6,71%)
     Altele (0%)
La recensământul din 2011, populația satului Gorno Kirkovo era de 521 locuitori. Din punct de vedere etnic, majoritatea locuitorilor (93,28%) erau bulgari. Pentru 6,71% din locuitori nu este cunoscută apartenența etnică.